# Porsche 360 Cisitalia
Porsche 360 Cisitalia, інші назви — Cisitalia Grand Prix або Porsche Type 360 — одномісний перегоновий автомобіль для післявоєнного 1,5-літрового класу Гран-Прі з двигуном із наддувом, виготовлений італійським виробником спортивних автомобілів Cisitalia (італ. Consorzio Industriale Sportive Italia) та представлений у 1949 році. Він був розроблений компанією Porsche на замовлення Cisitalia між 1946-47 роками, через що також відомий під номером проєкту компанії Porsche, Type 360.
Надзвичайно просунутий проєкт виявився надто складним для невеликої італійської фірми, що призвело до тривалого процесу виготовлення та, зрештою, до фінансового краху компанії Cisitalia. Після реорганізації компанії Cisitalia в акціонерне товариство Società d'Esercizio Cisitalia в 1949 році та з врахуванням того факту, що двигуни з наддувом були заборонені на сезон Формули-1 1952 року, автомобіль так і не взяв участі у перегонах.

## Конструктивні особливості
Ще у 1939 році Фердинанд Порше спроєктував для Auto Union опозитний 12-циліндровий двигун об'ємом 1482,56 см³ (53,0 x 56,0 мм) з двоступінчастим наддувом з проєктною потужністю 327 к. с. (244 кВт) при 9000 об/хв., що так і не брав участі у перегонах. Ця конструкція лягла в основу середньорозташованого опозитного 12-циліндрового двигуна об'ємом 1492,58 см³ (56,0 x 50,5 мм), що видавав 300 к. с. (224 кВт) при 8500 об/хв., що мало забезпечити максимальну швидкість для Type 360 до 300 км/год. Повністю закритий обтічний кузов для швидких трас було заплановано на швидкість понад 320 км/год. Пізніші стендові випробування показали потужність близько 385 к. с. (287 кВт) при 10 500 об/хв.
Шасі було з хромомолібденових труб, мало повний привід з можливістю включення/виключення переднього приводу та встановлену ззаду коробку передач, що також передавала потужність через карданний вал до переднього диференціалу. Підвіска була незалежною з поздовжніми важелями типу «Porsche» спереду і паралельними важелями ззаду. Type 360 також був помітний тим, що одним із перших використав секвентальну механічну коробку передач.

## Подальша доля
На той час, коли єдиний прототип був на завершенні складання, у власника Cisitalia П'єро Дузіо закінчилися кошти. Автомобіль затримувався у випуску до 1951 року, потім в один момент був відправлений до Аргентини, щоб спробувати переконати президента Хуана Перона інвестувати в компанію. Однак 1952 року правила Формули-1 змінилися, і хоча П'єро Дузіо намагався придбати 2-літровий двигун для автомобіля, брак коштів призвело до того, що один із найдосконаліших болідів Гран-прі свого часу був лише задіяний у декількох етапах Formula Libre та швидко зійшов з арени через вихід з ладу двигуна. Згодом автомобіль за ініціативи компанії Porsche був відреставрований і тепер експонується у Музеї Porsche у Штутгарті.

## Галерея
|  |
|  |

|  |
|  |

|  |
|  |

|  |
|  |